# Eljaröd
Eljaröd est une localité suédoise située dans la commune de Tomelilla en Scanie.
Sa population était de 86 habitants en 2019.